# Komoča
Komoča (Hongaars:Kamocsa) is een Slowaakse gemeente in de regio Nitra, en maakt deel uit van het district Nové Zámky.

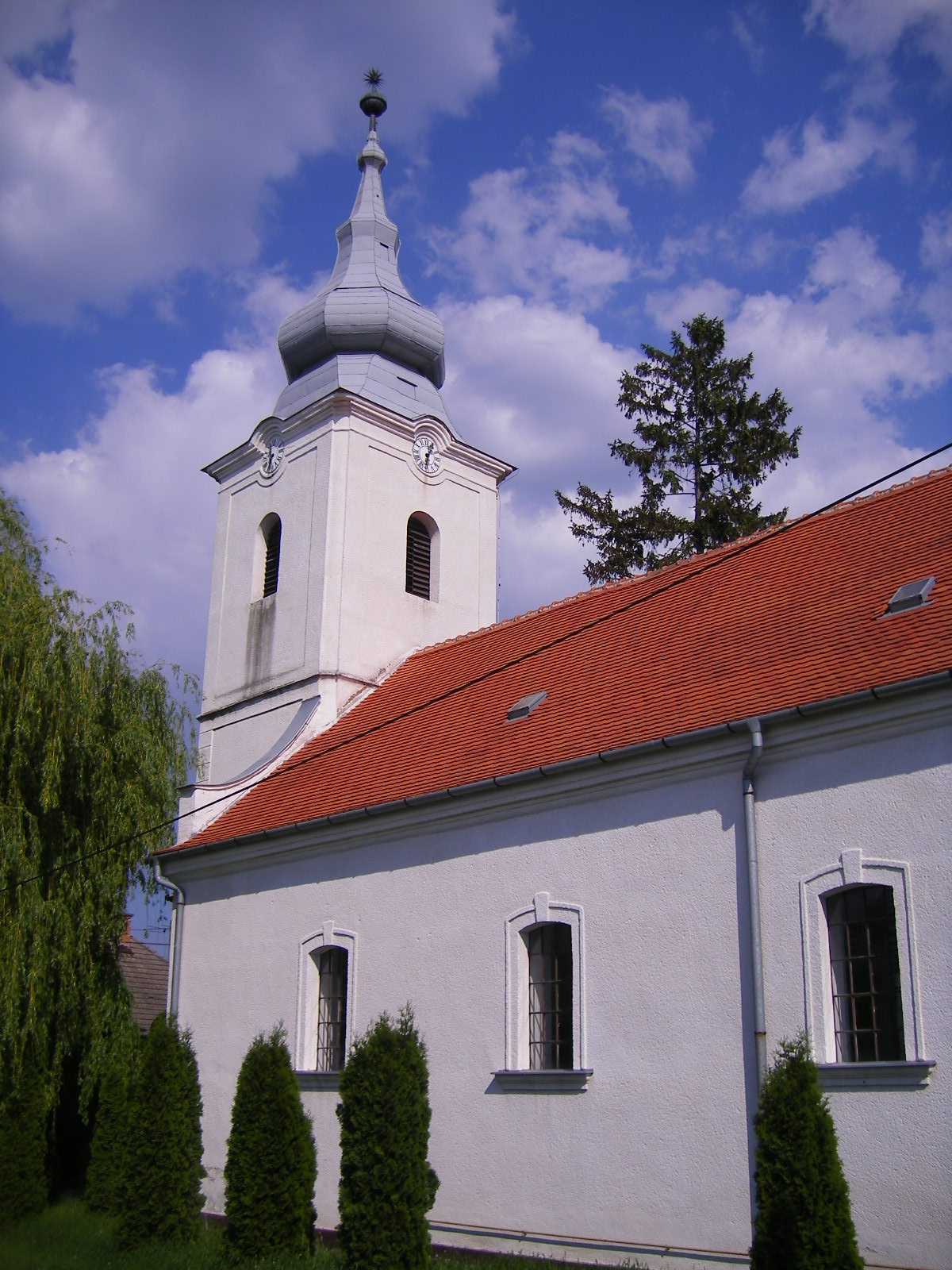
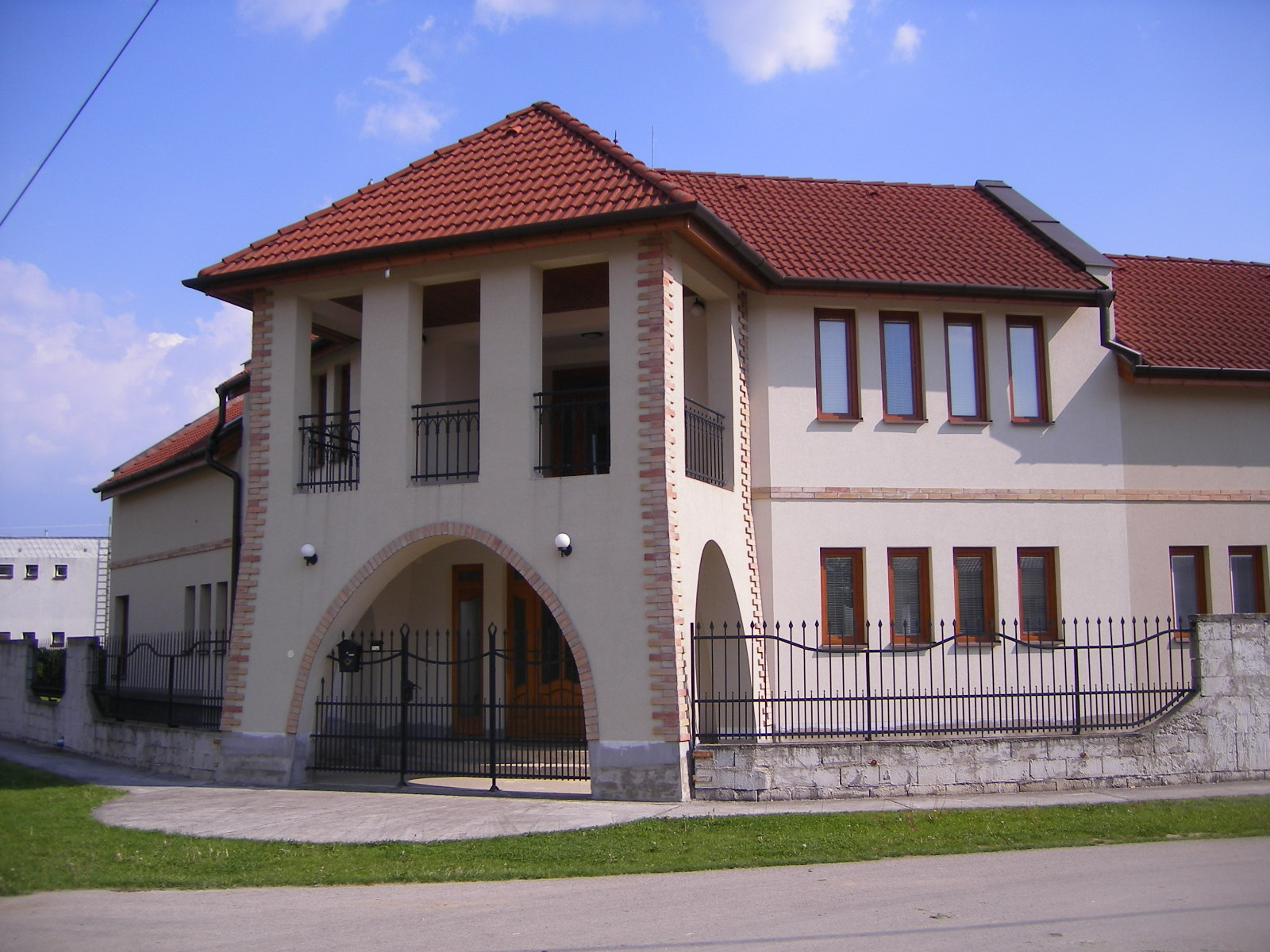
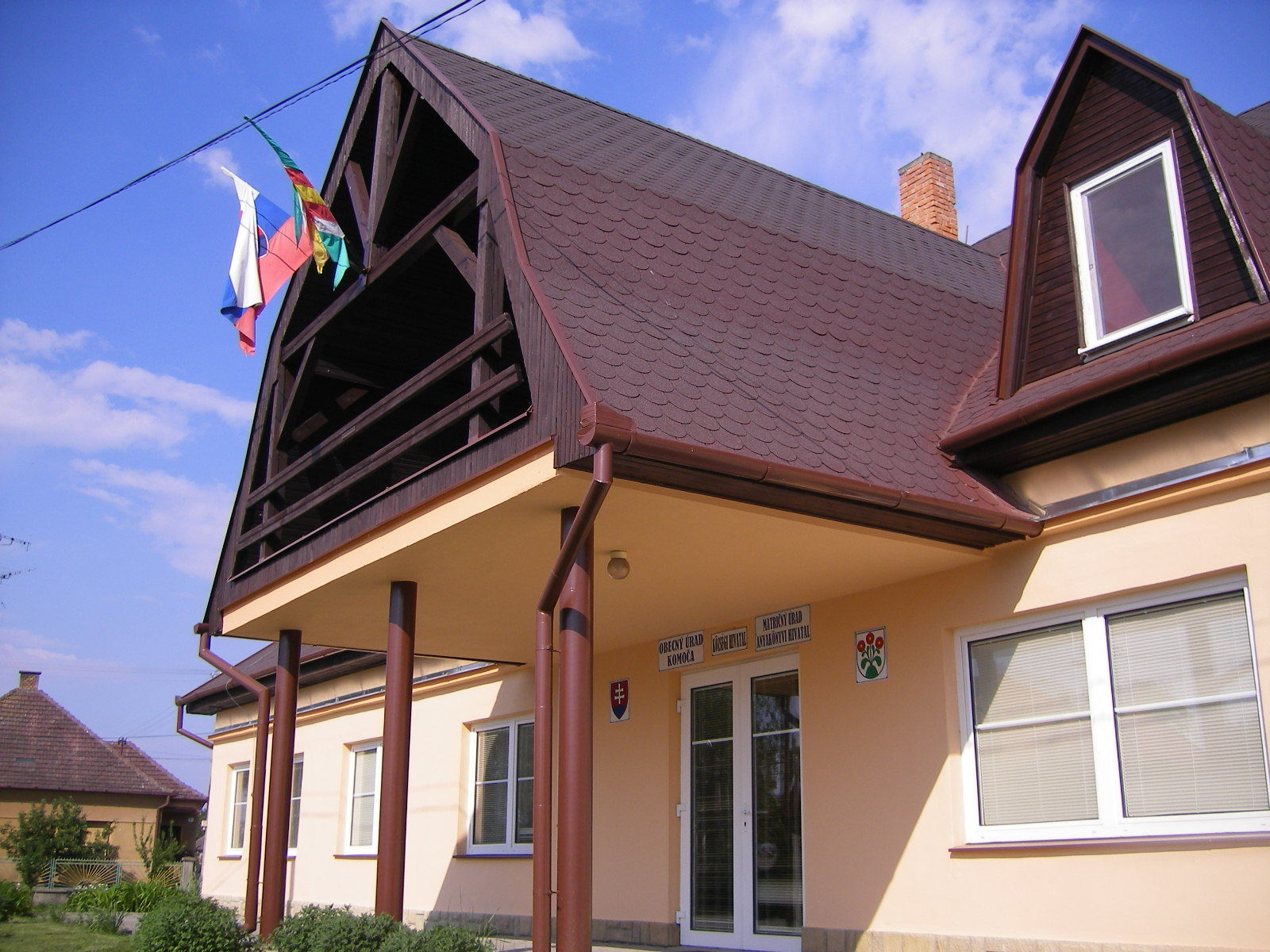
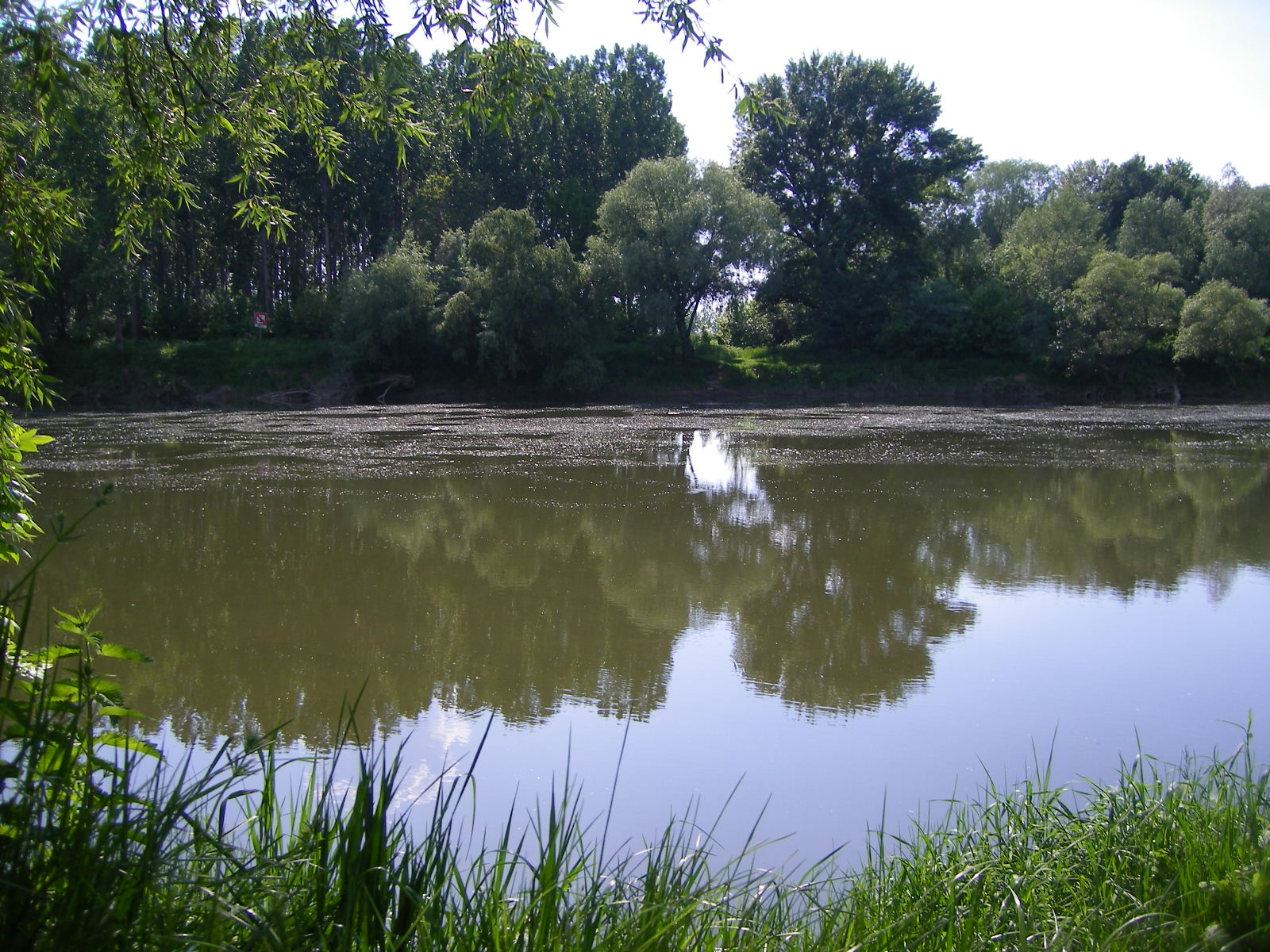

Komoča telt 924 inwoners.